# 제2차 세계 대전 중 이탈리아의 팔레스타인 폭격
제2차 세계 대전 중 이탈리아의 팔레스타인 폭격은 이탈리아 왕립 공군이 중동의 영 연방 국가와 영국에게 공격을 가하기 위한 시도 중 하나였다.

## 배경

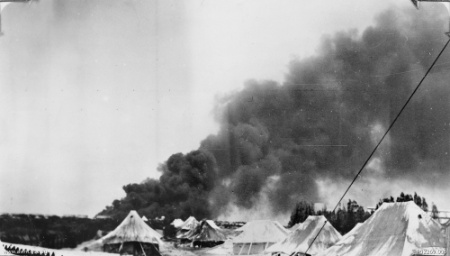
하이파 공습.

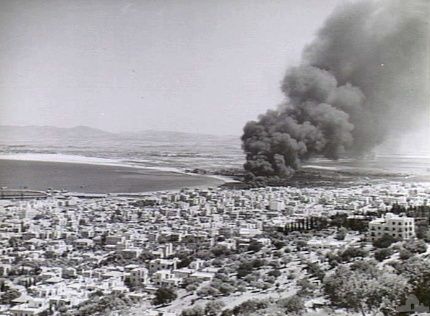
하이파 정유소 폭격

1940년 6월 10일, 이탈리아 왕국은 프랑스 제3공화국과 영국에 전쟁을 선포한다. 이탈리아의 프랑스 침공은 단기간에 끝났고, 프랑스는 독일과 강화 협상을 맺은 지 3일 후인 6월 25일 이탈리아와 강화협정을 맺는다. 이것은 영국과 영 연방군이 이탈리아군과 중동을 두고 다툴 것임을 암시했다.

## 폭격
영국 위임통치령 팔레스타인에 대한 이탈리아의 폭격은 1940년 7월부터 시작되었으며, 주로 텔아비브와 하이파에 집중되었다. 그러나, 아코나 자파 같은 해안가 도시들도 폭격당했다. 1941년 6월에 팔레스타인에 대한 마지막 폭격이 있었으며, 하이파와 텔아비브를 공습한 것이었지만 손실과 사상자 수는 극히 적었다.

### 하이파 공습
하이파는 항구와 정유소 때문에 1940년 6월부터 이탈리아군에 의해 공습당했다. 1940년 7월 29일, 타임 지는 SM82 폭격기가 지난 주 동안 하이파를 공습해서 수십명의 사상자를 냈다고 보도했다. 타임 지에 따르면, 이탈리아는 영국이 부인하지 않는 대성공을 주장했다. 모술로부터 시작된 영국 송유관은 이곳의 해변가에 닿는 데, 10대의 큰 이탈리아 폭격기가 도데카니사 제도에서 이륙해 키프로스의 영국군 기지를 지나 하이파 정유소와 정제소에 50개의 폭탄을 투하했다. 공습은 며칠 동안 불이 꺼지지 않을 정도의 화재를 유발시켰으며, 정제소의 생산량은 1달간 마비되었다. 카멜 산 기지에서 영국군 전투기가 출격했지만 이탈리아령 도데카니사의 기지로 돌아가는 이탈리아 폭격기를 막기에는 너무 늦은 때였다.

### 텔아비브 공습

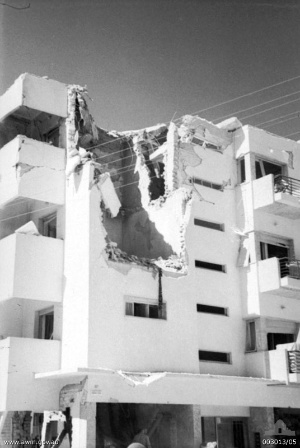
텔아비브에서 폭격으로 파괴된 건물

1940년 9월 9일, 탤아비브 폭격은 137명의 사망자를 유발시켰다. 1941년 6월 12일, 13명의 사망자를 발생시킨 이탈리아군 혹은 시리아에 기지를 둔 프랑스의 텔아비브 공습이 다시 발생했다.
역사가 알베르토 리솔리니는 137명의 사망자를 낸 텔아비브 폭격이 이탈리아 폭격기들이 하이파 항구 및 정제소로 가려다가 영국군 항공기에 의해 방해받은 사실을 언급했다. 돌아가는 것을 선택해야 하는 상황에서, 이탈리아군은 그들의 폭탄들을 텔아비브 항구에 투하하라는 명령을 받았는데, 영국군 항공기를 피하려다가 그들은 폭탄을 항구 근처의 민간인 지역에다가 실수로 투하했다.

## 같이 보기
- 제2차 세계 대전 중 바레인 폭격